# Kuldeumadau
Kuldeumadau (nep. कुलदेउमाडौं) – gaun wikas samiti w zachodniej części Nepalu w strefie Seti w dystrykcie Bajura. Według nepalskiego spisu powszechnego z 2011 roku liczył on 1305 gospodarstw domowych i 6872 mieszkańców (3662 kobiety i 3210 mężczyzn).